# Возрождение (городской округ Коломна)
Возрождение — посёлок сельского типа в городском округе Коломна Московской области. До 2017 года относился к Непецинскому сельскому поселению Коломенского района. Население — 434 чел. (2021).

## География
Посёлок Возрождение расположен рядом с Новорязанским шоссе примерно в 8 км к северо-западу от черты города Коломны. Ближайшие населённые пункты — деревня Речки и село Шеметово.

## Население
| 2002 | 2006 | 2010 | 2021 |
| ---- | ---- | ---- | ---- |
| 599  | ↘596 | ↘572 | ↘434 |

## Предприятия
На территории посёлка Возрождение имеются:
- Колбасный завод
- Свиноферма
- Коровник
- Плодово-ягодные сады

## Достопримечательности
Достопримечательностью посёлка считается Барский сад, до раскулачивания в посёлке жил основатель Коломенского завода Струве, сейчас от этого Барского сада осталась лишь липовая аллея, которая возделывается местными жителями. В этой аллее скрывались от летнего зноя жители усадьбы.